# Phugoidrörelse

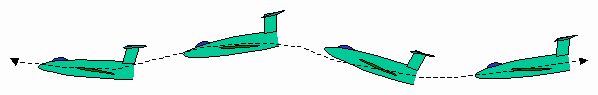
Översiktlig skiss av phugoidrörelse.

Phugoidrörelse eller Fugoidrörelse är en långsam oscillerande rörelse hos ett flygplan.

## Allmänt
Phugoidrörelsen innebär en långsamt oscillerande rörelse i vilken planet riktar nosen uppåt och stiger tills det tappar tillräckligt med fart och därmed lyftkraft och börjar dyka, tills planet återigen når en fart där aerodynamiken gör att planet återigen stiger.
Phugoidrörelsen kännetecknas av en i det närmaste konstant anfallsvinkel men av en varierande stigvinkel, orsakat av ett upprepat utväxlande av hastighet och flyghöjd. Perioden för oscillationen kan vara kring 30 sekunder för mindre sportflygplan till flera minuter för stora transportflygplan. För typiska flygplan är rörelsen svagt dämpad men i samband med skador på flygplan kan rörelsen övergå till ett divergerande beteende där oscillationen ökar i storlek tills planet havererar.

## Haverier knutna till Phugoidrörelsen
Phugoidrörelsen kan vara en haveriorsak när planet av någon anledning förlorar styrkontroll i pitch-led. Detta kan uppstå på grund av total förlust av hydraulsystem, vilket hände United Airlines Flight 232. Det kan även uppstå på grund av förlust av en eller flera kontrollytor, som den vertikala stabilisatorn, någon som hände för Japan Airlines Flight 123, den värsta flygolycka någonsin med enbart ett involverat flygplan.